# Círculo de Periodistas Deportivos de Chile
El Círculo de Periodistas Deportivos de Chile (CPD) es un gremio fundado el 14 de diciembre de 1938 que integra a los profesionales especializados en la información deportiva de Chile. Su presidente actual es Pablo Vargas Zec, quien asumió en julio de 2024.
El CDP es miembro de la Federación de Periodistas Deportivos de América y de la Asociación Internacional de Periodistas Deportivos.
Desde 1951 entrega anualmente el Premio al mejor deportista de Chile, elección que se realiza vía votación de sus miembros en cada una de las disciplinas deportivas de Chile. Asimismo, desde 1969 entrega el Premio Nacional de Periodismo Deportivo.
El Círculo también destaca la labor de sus afiliados entregando premios a la trayectoria periodística, al desarrollo personal, al mejor periodista de regiones y al mejor periodista joven.

## Historia
La creación de Círculo de Periodistas Deportivos de Chile ocurre el 14 de diciembre de 1938 en la ciudad de Santiago, cuando 23 periodistas crearon el Círculo de Cronistas Deportivos de Chile. Los 23 asistentes fueron ungidos como fundadores. Además, a tres colegas fallecidos se le otorgó la misma condición. La fecha de inauguración se toma el día en que el decreto de creación es publicado por el Diario Oficial de Chile el 9 de junio de 1939. 
Los 23 fundadores fueron Alberto Arellano Moraga, Juan Jiménez, Jorge Vial Jones, Rubén Pereira Pérez, Roberto Herrera, Renato González, Roberto Palma, Pedro Gajardo, Renato Pizarro, Juan Emilio Pacull, Julio Moreno, Óscar Palma, José Saldaño, Carlos Guerrero, Antonio Losada, Raúl Aedo, Solarín Cifuentes, Francisco Wilson, Julio Lecaros Lecaros, Humberto Peña, Enrique Didier, Julio César Saldaño y Armando Reyes.
Su primer presidente fue Alberto Arellano, hermano de David Arellano, quien fue unos de los jugadores fundadores del club chileno Colo-Colo.
Además, el CPD es el primer círculo o asociación de periodistas deportivos de Sudamérica, jugando su primer presidente un rol decisivo en la formación de entidades congéneres en Argentina y Uruguay. En 1945 impulsó la creación de la Confederación Panamericana de Periodistas Deportivos, organismo del cual también fue su presidente.

## Directiva
- Presidente: Pablo Vargas Zec.
- Vicepresidente: Carlos González Lucay.
- Secretario General: Álvaro Lara  Vera.
- Tesorero: Roberto Vallejos Guzmán.
- Prosecretaria: Andrea Hernández Gutiérrez.
- Directores: Viviana Toro Faúndes y Danilo Díaz Núñez.